# Lågbo
Lågbo är en by i Hedesunda socken, Gävle kommun. Områdesnamnet för trakten där Lågbo finns är Bodarna. Närmaste grannbyar; Hällby och Lövåsen. Lågbo är känt sedan 1654.